# Daphne Joseph-Hackett
Daphne Joseph-Hackett (còn được gọi là Miss Hackett 1915-1988) là một giáo viên, diễn viên và nhà sản xuất nhà hát người Bajan. Những đóng góp của bà cho sự phát triển của nghệ thuật ở Barbados đã được công nhận với Ngôi sao Dịch vụ Bạc của Hội Dòng. Giải thưởng thường niên được trao tại Liên hoan Nghệ thuật Sáng tạo Độc lập Quốc gia và Nhà hát Công viên Nữ hoàng, đã được đổi tên để vinh danh bà.

## Tiểu sử
Daphne Joseph-Hackett sinh năm 1915 tại Barbados. Được đào tạo thành một giáo viên, bà bắt đầu công việc giảng dạy ở Grenada. Sau mười một năm, bà trở về Barbados. Bà dạy tiếng Latin tại Queen's College ở Bridelles. Vào những năm 1940, Hội đồng Anh đã thành lập các văn phòng khu vực để tài trợ cho các hội thảo nhà hát. Hackett đã làm việc với các nhóm này, cũng như sau đó với bộ phận ngoại khóa của Đại học Cao đẳng Tây Ấn, khi trường được thành lập, với tư cách là nhà sản xuất và tổ chức các hội thảo này. Bà là người đưa Bajan Creole lên sân khấu, vì vào thời điểm đó, phương ngữ địa phương bị cấm trong các sản phẩm công cộng. Khi một trong những học sinh của bà quên lời thoại trong một buổi diễn tập và ứng biến bằng phương ngữ địa phương, Hackett đã đề xuất với nữ hiệu trưởng và được chấp thuận sử dụng Creole.
Đầu năm 1960, Hackett đã cùng với Andrea Gollop-Greenidge, Elombe Mottley, Angela Owen, Mike Owen, Icil Phillips và Monica Procope thành lập Hội thảo Nhà hát Quốc gia Barbados. Năm 1966, bà đồng sáng lập, với Jamaica Vaz, sản phẩm sân khấu của Dàn hợp xướng lễ hội Barbados. Sáng tác kịch câm và dàn dựng các tác phẩm cho Choir Festival, bà đóng vai trò quản lý kinh doanh của tổ chức, đưa họ vào các tour du lịch sang các nước Caribê khác, chẳng hạn như Dominica và Guyana. Là một nữ diễn viên, bà đã có vai diễn trong The Brathwaites of Black Rock, một sê-ri địa phương, được phát sóng trên Radio Barbados. Hackett đã được trao giải Ngôi sao dịch vụ bạc Huân chương Barbados năm 1985, sau khi đã phục vụ hơn ba mươi năm trong việc phát triển nhà hát ở nước này. 

### Trích dẫn
1. 1 2 3 4  Banham et al. 1994, tr. 156.
2. ↑  Fraser 1990, tr. 94.
3. 1 2  Banham 1995, tr. 77.
4. ↑  Stafford 2005, tr. 110.
5. ↑  Stafford 2005, tr. 111.
6. ↑  The Advocate News 1972.
7. ↑  Clarke 2014.